# Parma Calcio 1913 (féminines)
Maillots
Actualités
La section football féminin du Parma Calcio 1913, plus communément appelée Parma Calcio ou bien Parme Calcio en français, est un club féminin de football italien basé dans la ville de Parme. Elle évolue actuellement en Serie A.

## Histoire
En 2015, alors que le Parme Calcio 1913 est repris après sa faillite, les nouveaux propriétaires décident de monter une section féminine. La plupart des joueuses viennent du club parmesan des Crociati Noceto, qui vient également de faire faillite. Le club débute en Serie C, et fait l'ascenseur avec la division inférieure lors de ses premières saisons.
Le club est à nouveau promu en Serie C à l'issue de la saison 2021-2022, mais rachète la licence d'Empoli, ce qui lui permet d'évoluer directement en Serie A. L'équipe garde l'ossature des joueuses ainsi que l'entraîneur d'Empoli.

## Personnalités du club

### Effectif actuel
| N° | Nat.                   | Poste | Nom du joueur       |
| -- | ---------------------- | ----- | ------------------- |
| 1  | Drapeau de l'Italie    | G     | Alessia Capelletti  |
| 3  | Drapeau de l'Italie    | D     | Sara Caiazzo        |
| 4  | Drapeau de l'Italie    | M     | Bianca Bardin       |
| 5  | Drapeau du Portugal    | D     | Joana Marchão       |
| 6  | Drapeau de la France   | M     | Alice Benoît        |
| 7  | Drapeau des États-Unis | D     | Antoinette Williams |
| 8  | Drapeau de l'Argentine | A     | Dalila Ippólito     |
| 9  | Drapeau de l'Italie    | A     | Valeria Pirone      |
| 10 | Drapeau de la Suède    | A     | Marija Banušić      |
| 11 | Drapeau de la Finlande | D     | Nora Heroum         |
| 12 | Drapeau de l'Italie    | G     | Gloria Ciccioli     |
| 14 | Drapeau de la Croatie  | D     | Ana Jelenčić        |
| 15 | Drapeau de l'Italie    | D     | Ludovica Nicolini   |
| 17 | Drapeau de l'Italie    | D     | Arianna Acuti       |
| 18 | Drapeau de l'Italie    | M     | Ludovica Silvioni   |

| No. | Nat.                    | Position | Nom du joueur        |
| --- | ----------------------- | -------- | -------------------- |
| 20  | Drapeau de la Lituanie  | M        | Liucija Vaitukaitytė |
| 21  | Drapeau de l'Italie     | G        | Rebecca Tinti        |
| 22  | Drapeau de l'Italie     | M        | Emma Errico          |
| 24  | Drapeau de l'Italie     | A        | Melania Martinovic   |
| 25  | Drapeau de l'Italie     | M        | Aurora Remondini     |
| 27  | Drapeau de l'Italie     | D        | Erika Santoro        |
| 36  | Drapeau de l'Italie     | A        | Michela Cambiaghi    |
| 37  | Drapeau de l'Italie     | A        | Giulia Verrino       |
| 67  | Drapeau de l'Italie     | G        | Matilde Ravanetti    |
| 71  | Drapeau de l'Irlande    | M        | Niamh Farrelly       |
| 73  | Drapeau de l'Angleterre | D        | Danielle Cox         |
| 77  | Drapeau du Brésil       | D        | Giovana Maia         |
| 82  | Drapeau de l'Italie     | M        | Gemma Puntoni        |
| 86  | Drapeau de l'Italie     | A        | Chiara Micheli       |
| -   | Drapeau de la France    | D        | Hawa Cissoko         |